# Neuendorf bei Elmshorn
Neuendorf bei Elmshorn er en by og kommune i det nordlige Tyskland, beliggende i Amt Horst-Herzhorn under Kreis Steinburg. Kreis Steinburg ligger i den sydvestlige del af delstaten Slesvig-Holsten.

## Geografi
Neuendorf ligger omkring seks kilometer vest for Elmshorn ved vandløbet Krückau der danner kommunens sydgrænse, og som mod sydvest løber ud i Elben. Neuendorf er den sydligste kommune i Kreis Steinburg.